# Danh sách di sản thế giới tại Zimbabwe
Tổ chức Giáo dục, Khoa học và Văn hóa Liên Hợp Quốc (UNESCO) xác định Di sản thế giới có giá trị phổ quát nổi bật là di sản văn hóa hoặc tự nhiên đã được các quốc gia ký kết Công ước Di sản Thế giới của UNESCO, thành lập năm 1972. Di sản văn hóa bao gồm các di tích (chẳng hạn như các công trình kiến trúc, tác phẩm điêu khắc lớn hoặc chữ khắc), các cụm công trình và địa điểm (bao gồm cả các địa điểm khảo cổ). Các đặc điểm tự nhiên (bao gồm các thành hệ vật lý và sinh học), các thành hệ địa chất và sinh lý (bao gồm cả môi trường sống của các loài động vật và thực vật bị đe dọa) và các địa điểm tự nhiên quan trọng theo quan điểm của khoa học, bảo tồn hoặc vẻ đẹp tự nhiên, được xác định là di sản tự nhiên. Zimbabwe chấp thuận công ước ngày 16 tháng 8 năm 1982. Tính đến năm 2024, Zimbabwe có 5 di sản thế giới cùng với hai di sản nằm trong danh sách dự kiến.
Địa điểm đầu tiên ở Zimbabwe được ghi nhận là Vườn quốc gia Mana Pools nằm trên vùng safari Sapi và Chewore năm 1984. Di sản gần nhất được công nhận là Khu đồi Matobo năm 2003. Ba địa điểm là di sản văn hóa còn hai là di sản tự nhiên. Thác Victoria là di sản xuyên quốc gia, chung với Zambia. Zimbabwe từng tham gia Ủy ban Di sản Thế giới hai lần.

## Danh sách
UNESCO liệt kê các địa điểm theo 10 tiêu chí; để trở thành di sản thế giới phải đáp ứng được ít nhất một tiêu chí trong đó. Tiêu chí (i) đến (vi) là di sản văn hóa, trong khi (vii) đến (x) là di sản tự nhiên.
| Di sản                        | Hình ảnh | Địa điểm (tỉnh)  | Năm công nhận | Dữ liệu UNESCO               | Mô tả |
| ----------------------------- | -------- | ---------------- | ------------- | ---------------------------- | --- |
| Vườn quốc gia Mana Pools      |          | Mashonaland Tây  | 1984          | 302; vii, ix, x (tự nhiên)   | Di sản gồm ba khu bảo tồn liền kề dọc theo sông Zambezi. Mana Pools là các kênh sông trước đây do phù sa trầm tích tạo thành. Vào mùa khô, vùng đồng bằng ngập nước là nơi sinh sống của quần thể thú lớn như voi châu Phi, hà mã, trâu rừng châu Phi, linh dương nước, ngựa vằn, cùng các loài săn mồi như sư tử, báo hoa mai, báo săn cũng như cá sấu sông Nin. Thời điểm công nhận vẫn còn cả tê giác đen Đông Phi nhưng những cá thể còn lại đã được chuyển đi nơi khác để bảo tồn.                                                                 |
| Di tích quốc gia Đại Zimbabwe |          | Masvingo         | 1986          | 364; i, iii, vi (văn hóa)    | Đại Zimbabwe do người Bantu Shona thành lập vào thế kỷ 11. Đạt đến đỉnh điểm thế kỷ 14, thành có hơn 10.000 dân và là trung tâm giao thương lớn của khu vực kết nối với Trung Hoa, Ba Tư và vương quốc Hồi giáo Kilwa trên bờ biển đông Phi. Khoảng năm 1450, thành bị bỏ hoang do quá tải dân số và rừng bị tàn phá quá mức, quyền lực chuyển về Khami. Khu khảo cổ bao gồm vòng thành lớn, tàn tích đồi và tàn tích trũng. Sáu chiếc cột khắc hình Đại bàng Zimbabwe được tìm thấy trong tàn tích.                                                    |
| Di tích quốc gia Khami        |          | Matabeleland Bắc | 1986          | 365; iii, iv (văn hóa)       | Sau khi Đại Zimbabwe bị từ bỏ, Khami trở thành kinh đô triều đại Torwa khoảng các năm 1450-1650. Giống như Đại Zimbabwe, tường ở đây cũng được xây không dùng vữa với phong cách kiến trúc tương tự. Đây là trung tâm giao thương quan trọng trong khu vực, khảo cổ tìm thấy đồ sứ Trung Hoa và Tây Ban Nha. Khami bị hoang phế vào thế kỷ 19. Do không bị những kẻ săn đồ cổ phá hủy nên nơi này vẫn là chứng tích quan trọng phản ánh lịch sử khu vực.                                                                                                |
| Thác Victoria*                |          | Matabeleland Bắc | 1989          | 509; vii, viii (tự nhiên)    | Chảy dọc theo biên giới Zimbabwe và Zambia, sông Zambezi tạo nên thác nước khổng lồ rộng tới 1.708 m (5.604 ft) và cao nhất là 108 m (354 ft). Sông chảy tiếp qua một loạt hẻm núi hẹp, cắt vào đá bazan. Thác nước đổ xuống tạo thành màn sương có thể quan sát được cách xa hàng chục ki lô mét. Hẻm núi và đảo trên sông là nơi sinh sản của chim ưng Taita và đại bàng Verreaux có nguy cơ tuyệt chủng. |
| Khu đồi Matobo                |          | Matabeleland Nam | 2003          | 306rev; iii, v, vi (văn hóa) | Khu đồi Matobo có nhiều địa hình đá hoa cương, hình thành qua hàng triệu năm xói mòn (trong hình là khối đá Mẹ và con). Con người đã định cư tại đây ít nhất 500.000 năm và ghi dấu lên địa hình theo nhiều cách. Có những hình vẽ trên đá mang niên đại ít nhất 13.000 năm trước, đại diện cho một trong những nơi tập trung khắc họa trên đá ở miền nam châu Phi. Di chỉ khảo cổ và mỹ thuật trên đá minh họa cho cuộc sống kiếm ăn của con người và tiến trình chuyển đổi sang xã hội nông nghiệp. Khu vực vẫn là trung tâm tôn giáo thờ thần Mwari. |

## Danh sách dự kiến
Ngoài các địa điểm đã được ghi trong danh sách Di sản thế giới, các quốc gia thành viên có thể duy trì danh sách các địa điểm dự kiến để xem xét đề cử trong tương lai. Đề cử cho danh sách Di sản thế giới chỉ được chấp nhận nếu địa điểm trước đó đã được liệt kê trong danh sách di sản dự kiến. Danh sách dự kiến của Zimbabwe có 2 địa điểm.
| Di sản                | Hình ảnh | Vị trí           | Năm đưa vào | Tiêu chí UNESCO       | Mô tả |
| --------------------- | -------- | ---------------- | ----------- | --------------------- | --- |
| Di tích quốc gia Ziwa |          | Manicaland       | 1997        | iii, iv, v (văn hóa)  | Ziwa là địa điểm khảo cổ với những phát hiện trải dài từ thời đồ đá đến những thời kỳ được lịch sử biên chép. Có tàn tích của xã hội săn bắt và hái lượm, hình vẽ trên đá, phế tích xã hội nông nghiệp, vọng canh trên đồi, vòng thành bao và dấu vết những lò luyện sắt.                                                                               |
| Cụm di chỉ Naletale   |          | Matabeleland Bắc | 2018        | ii, iii, iv (văn hóa) | Đề cử này gồm một số cụm di chỉ con người sinh sống với tường đá không dùng vữa, thời điểm từ thế kỷ 16 đến 18. Tuy quy mô không bằng nhà cửa tại Đại Zimbabwe hay Khami, vách tường tại Naletale nổi tiếng về kiến trúc tính tế và trang trí đẹp. Dân Naletale giao thương với người Bồ Đào Nha, trao đổi vàng lấy những mặt hàng như đồ sứ Trung Hoa. |